# Walter Gorini
Walter Gorini (Cotignola, província de Ravenna, 29 d'agost de 1944) va ser un ciclista italià. Es dedicà al ciclisme en pista, aconseguint dues medalles, una d'elles d'or, als Campionats del món en Tàndem. Va participar en els Jocs Olímpics de 1968.

## Palmarès
- 1966
  -  Campió d'Itàlia en tàndem (amb Giordano Turrini)
- 1968
  -  Campió del món amateur de tàndem (amb Giordano Turrini)
  -  Campió d'Itàlia en tàndem (amb Giordano Turrini)